# Takajama Džindža
Takajama Džindža (高山陣屋) je preživela džindža iz obdobja Edo, ki je služila kot Daikanšo za provinco Hida pod šogunatom Tokugava na Japonskem od 1692 do 1871. Je v današnjem Hačiken-mačiju v mestu Takajama v prefekturi Gifu. Od leta 1929 je zaščiten kot nacionalno zgodovinsko območje.

## Zgodovina
Po bitki pri Sekigahari in ustanovitvi šogunata Tokugava je Tokugava Iejasu provinco Hida podelil Kanamoriju Nagačiki, ki je postal daimjo domene 38.000 kokujev Hida-Takajama in ki je zgradil grad Takajama. Klan Kanamori je bil leta 1692 prenesen v domeno Kaminojama v provinci Deva. Ker je bila Hida bogata z viri (zlato, srebro in baker ter njen slavni les), je bila celotna provinca nato obdržana kot ozemlje tenrjō (= Šogunat Tokugava) neposredno pod šogunovim nadzorom. Grad Takajama je bil uničen; vendar je bil šimojašiki ob vznožju gradu spremenjen tako, da je služil kot daikanšo (urad daikana (magistrata) v obdobju Edo) ali kombinirana rezidenca/pisarna upravitelja province, ki ga je imenoval šōgun. Leta 1777, po mandatu 11. Hida daikana, je bil položaj povišan v gundai in je bil odgovoren tudi za upravljanje neposrednega ozemlja šogunata v provincah Mino, Ečizen in Etčū. V 177-letnem obdobju je to mesto opravljalo skupno 25 mož.
Po reformaciji Meidži je bila stavba uporabljena kot podružnica Takajama prefekture Čikuma (kasneje prefektura Gifu). Leta 1929 so ga številne javne ustanove do leta 1969, tudi po razglasitvi za zgodovinsko znamenitost, še naprej uporabljale kot javne ali prefekturne urade.

## Arhitektura
Glavna stavba džindža je bila rekonstruirana v letih 1725 in 1816 ter prenovljena leta 1871. Severni del stavbe je bil prestavljen leta 1876, da bi se uporabljal kot podružnica Hida urada prefekture Gifu, preostali del stavbe pa ostaja v bistvu po svoji rekonstrukciji iz leta 1816.
Zemeljska skladišča, ki so bila prvotno zgrajena na gradu Takajama, so bila leta 1695 prestavljena na sedanje mesto. Strehe stavb so pokrite v več različnih slogih (npr. noši-buki, kokera-buki in išiokinagakure-buki), vendar vse od teh metod uporabljajo lesene skodle. Domneva se, da je to posledica dejstva, da regija Hida prejme veliko snega in je bila proizvodno središče za les, v primerjavi z glinenimi strešniki, ki sta jih led in sneg zlahka obrabila, pa so bili leseni materiali lažje dostopni. Leta 1883 je bilo eno od teh skladišč uničeno, da bi naredili prostor za tožilstvo mesta Takajama.
Podružnica okrožnega sodišča Gifu v Takajami je džindžo še naprej uporabljala do leta 1969. Leta 1996 je bila stavba popolnoma obnovljena na podlagi risbe iz leta 1830 po ceni dveh milijard jenov. Kot edina preostala stavba te vrste je Takajama džindža turistična atrakcija in v notranjosti vsebuje muzej z informacijami o zgodovini stavbe. Pred njo je vsako jutro kmečka tržnica.
Stavba je približno 10 minut hoje oddaljena od postaje Takajama na glavni progi JR East Takayama.

## Galerija
- Pogled
- Pogled od znotraj
- Pogled od znotraj
- Pogled od znotraj
- Vrt
- Jutranja tržnica